# CBS 저널
CBS 저널은 CBS 표준FM에서 방송했던 라디오 시사 프로그램이다.

## 역사
2002년 4월 1일에 첫방송을 시작했으며, 원래는 오후 2시 5분에 방송됐으나, 2004년 5월 10일부터 밤 10시 5분으로 시간대를 이동하여 방송하다가, 2005년 9월 3일 방송을 마지막으로 3년만에 폐지되었다.

## 역대 방송시간
| 방송 채널  | 방송 기간                        | 방송 시간                       |
| ---------- | -------------------------------- | ------------------------------- |
| CBS 표준FM | 2002년 4월 1일 ~ 2004년 5월 8일  | 월~토요일 오후 2:05 ~ 오후 2:30 |
| CBS 표준FM | 2004년 5월 10일 ~ 2005년 9월 3일 | 월~토요일 밤 10:05 ~ 밤 11:00   |